# Ligament bifurqué
Le ligament bifurqué (ou ligament de Chopart ou ligament en V du pied ou ligament en Y du pied) est un ligament de l'articulation transverse du tarse.

## Description
Le ligament bifurqué est une bande fibreuse très résistante qui nait de la face supérieure du tubercule du calcanéum.
Il se divise en deux faisceaux :
- le ligament calcanéo-cuboïdien  qui se termine sur la face médiale du cuboïde en dedans du ligament calcanéo-cuboïdien dorsal,
- le ligament calcanéo-naviculaire qui se termine à l'extrémité latérale de la face dorsale de l'os naviculaire.

## Aspect clinique
Le ligament bifurqué est souvent atteint dans les entorse de la cheville et pouvant s'accompagner d'une fracture par avulsion au niveau du tubercule du calcanéum. 